# Данзурун, Иван Симчитович
Иван Симчитович Данзурун — советский хозяйственный и политический деятель.

## Биография
Родился в 1928 году в Танну-Туве. Член КПСС.
В 1941—1960 гг. — строитель, военнослужащий Советской армии, рабочий на строительстве села Белдир-Арыг и дороги через перевал Калдак-Хамар в Тувинской АССР.
В 1960—2005 гг. — чабан, бригадир чабанской бригады совхоза «Чодураа» Кызыльского района Тувинской АССР.
Избирался депутатом Верховного Совета СССР 7-го созыва.
Заслуженный животновод Тувинской АССР.
Умер в 2018 году в селе Самагалтай.

## Награды
- Орден Ленина (дважды)
- Орден Октябрьской Революции
- Орден Трудового Красного Знамени